# 吉河县
吉河县（英語：River Gee County）位利比里亚南部，它是构成利比里亚15个国家一级行政区划之一，全县下辖六个区。菲什敦为该县首府，全县面积为5113平方公里（1,974平方英里）。截至2008年人口普查，该县人口为66,789人，是利比里亚人口第三少的县。
它是利比里亚第十大的行政区，西接锡诺县，北连大吉德县，南边与大克鲁县和马里兰县接壤。吉河县东部沿卡瓦拉河与科特迪瓦接壤。现任县长是丹尼尔·约翰逊。

## 地理
吉河县在1997年5月得到利比里亚众议院的批准设立，2000年3月得到参议院的批准，于2000年5月从大吉德县分裂出来。该县东部是卡瓦拉河，构成了利比里亚与科特迪瓦的边界。
吉河流域有较低的热带森林，有中等大小的山丘和各种谷地。这些森林的降雨量非常大，从每年3000毫米4100毫米，其气侯分两个季节。它有常青的森林。高地有利于种植水稻，而低洼地区则有利于种植山药、可可、大蕉、土豆、蔬菜、橡胶、咖啡和甘蔗。该县有格拉罗再造林项目，指定的国家种植园面积为1,008.89公顷。它还与大吉德县共同拥有国家倡议的格雷波森林保护区（97,136公顷）。